# Podlasek (gromada)
Podlasek – dawna gromada, czyli najmniejsza jednostka podziału terytorialnego Polskiej Rzeczypospolitej Ludowej w latach 1954–1972.
Gromady, z gromadzkimi radami narodowymi (GRN) jako organami władzy najniższego stopnia na wsi, funkcjonowały od reformy reorganizującej administrację wiejską przeprowadzonej jesienią 1954 do momentu ich zniesienia z dniem 1 stycznia 1973, tym samym wypierając organizację gminną w latach 1954–1972.
Gromadę Podlasek z siedzibą GRN w Podlasku utworzono – jako jedną z 8759 gromad na obszarze Polski – w powiecie suskim w woj. olsztyńskim na mocy uchwały nr 26 WRN w Olsztynie z dnia 4 października 1954. W skład jednostki weszły obszary dotychczasowych gromad Podlasek Mały i Słupnica oraz miejscowości Podlasek i Tymawa Mała z dotychczasowej gromady Podlasek ze zniesionej gminy Kisielice w powiecie suskim w woj. olsztyńskim; wreszcie obszar dotychczasowej gromady Tymawa ze zniesionej gminy Łasin w powiecie grudziądzkim w woj. bydgoskim. Dla gromady ustalono 13 członków gromadzkiej rady narodowej.
1 stycznia 1959 powiat suski przemianowano na powiat iławski.
Gromadę zniesiono 1 stycznia 1960, a jej obszar włączono do gromady Biskupiec w tymże powiecie.